# L'amour est mort
Pour la chanson de Brel, voir Infiniment (album).
Albums de Oxmo Puccino
Opéra Puccino
(1998) Cactus de Sibérie
(2004)
L'amour est mort est le second album du rappeur Oxmo Puccino, sorti en 2001. Son titre est une référence à une chanson de Jacques Brel, L'amour est mort.
À l'exception de J'ai mal au mic, aucun texte de l'album n'a été posé sur papier, Oxmo Puccino ayant choisi d'adopter une méthode d'écriture proche de celle de The Notorious B.I.G..

## Titres
| 1.      | Je vous l'ai dit (Oxmo Puccino)          | Oxmo Puccino                   | 0:24 |
| 2.      | Quand j'arrive (Oxmo Puccino)            | Oxmo Puccino                   | 4:01 |
| 3.      | Demain peut-être (DJ Sek, L.Bource)      | Oxmo Puccino                   | 4:24 |
| 4.      | La valse de Jéricho (DJ Sek, L.Bource)   | Oxmo Puccino                   | 0:44 |
| 5.      | Le tango des belles dames (Oxmo Puccino) | Oxmo Puccino                   | 3:50 |
| 6.      | J'ai mal au mic (DJ Sek)                 | Oxmo Puccino                   | 3:16 |
| 7.      | Boule de neige 2001 (DJ Sek)             | Oxmo Puccino                   | 4:00 |
| 8.      | Le laid (DJ Sek, L.Bource)               | Oxmo Puccino                   | 2:54 |
| 9.      | Décembre 19.97 + 1 (Oxmo Puccino)        | Oxmo Puccino                   | 1:08 |
| 10.     | Ghettos du monde (DJ Sek, L.Bource)      | Oxmo Puccino                   | 3:48 |
| 11.     | Nuit de Stress (DJ Sek, L.Bource)        | Oxmo Puccino                   | 0:49 |
| 12.     | S'13-6.35 (DJ Sek)                       | Oxmo Puccino                   | 4:45 |
| 13.     | Premier suicide (Oxmo Puccino)           | Oxmo Puccino, Le Célèbre Bauza | 4:37 |
| 14.     | Fais-le pour moi (DJ Sek, L.Bource)      | Oxmo Puccino, Keity Slake      | 4:07 |
| 15.     | À ton enterrement (DJ Sek, L.Bource)     | Oxmo Puccino, Dany Dan         | 5:02 |
| 16.     | Souvenirs (DJ Sek, L.Bource)             | Oxmo Puccino                   | 4:08 |
| 17.     | Mines de cristal (DJ Sek, L.Bource)      | Oxmo Puccino                   | 4:50 |
| 18.     | Balance la sauce (DJ Sek, L.Bource)      | Oxmo Puccino, Dad PPDA, Diesel | 4:18 |
| 19.     | Guerilla (DJ Sek)                        | Oxmo Puccino                   | 1:29 |
| 20.     | Antidiplomate (L.Bource)                 | Oxmo Puccino, S-Kiv            | 4:15 |
| 21.     | Les raisons du crime (DJ Mars)           | Oxmo Puccino, Demon One, Dry   | 4:05 |
| 22.     | L'amour est mort (Oxmo Puccino)          | Oxmo Puccino                   | 2:59 |
| 1:15:34 |                                          |                                |      |

## Samples
- Comme le premier titre de son premier album, Je vous l'ai dit contient un extrait du film Mississippi Burning en version française : partie d'un éloge funèbre donné par Frankie Faison, doublé par Med Hondo.